# Айвазян Артур Суренович
Артур Суренович Айвазян (вірм. Արթուր Այվազյան; * 14 січня 1973, Єреван, Вірменська РСР, СРСР) — український та російський стрілець вірменського походження, олімпійський чемпіон 2008. Заслужений майстер спорту. Мешкає в місті Сімферополь, колишній офіцер (старший лейтенант) Державної прикордонної служби України. 2014 року змінив українське громадянство на російське.
Випускник Львівського державного університету фізичної культури. Айвазян завоював золоту олімпійську медаль у стрільбі з рушниці на 50 метрів лежачи серед чоловіків на Олімпіаді в Пекіні у 2008.

## Державні нагороди
- Орден «За заслуги» III ст. (4 вересня 2008) — за досягнення високих спортивних результатів на XXIX літніх Олімпійських іграх в Пекіні (КНР), виявлені мужність, самовідданість та волю до перемоги, піднесення міжнародного авторитету України[5]